# Фишер, Роналд
Сэр Ро́налд (Ро́нальд) Э́йлмер Фи́шер (англ. Sir Ronald Aylmer Fisher; 17 февраля 1890 — 29 июля 1962) — английский статистик, биолог-эволюционист и генетик.
Член Лондонского королевского общества (1929) и Королевского статистического общества, почётный член многих академий и научных обществ; почётный доктор наук и доктор права многих университетов (Лондона, Гарварда, Чикаго, Калькутты, Глазго и других).
В математической статистике Фишер является виднейшим продолжателем классических работ и методов Карла Пирсона; в частности, Фишер, наряду с Ежи Нейманом, разработал фундамент теории оценок параметров, статистических решений, планирования эксперимента и проверки гипотез. Большинство методов Фишера имеют общий характер и применяются в естественных науках, в экономике и в других областях деятельности. Датский историк Андерс Хальд охарактеризовал его как «гения, едва ли не в одиночку заложившего основы современной статистики». То, что статистик в наши дни может, по образному выражению Джона Тьюки, «играть в любом саду» — в немалой степени заслуга Рональда Фишера.
Основным достижением Фишера в биологии стало соединение математических методов менделевской генетики с дарвиновской теорией естественного отбора; эта концепция легла в основу популяционной генетики и современной синтетической теории эволюции. Ричард Докинз назвал Фишера «величайшим биологом, подобным Дарвину».

## Биография
Фишер родился в лондонском пригороде Ист-Финчли в семье Джорджа и Кэти Фишер. Его отец был успешным торговцем предметами изящного искусства. Детство его было счастливым, он был обожаем тремя старшими сёстрами, старшим братом и матерью. Мать умерла, когда Рональду было 14 лет, полтора года спустя отец обанкротился, проведя несколько неудачных сделок.
Фишер был не по годам развитым учеником — в возрасте 16 лет выиграл конкурс по математике в школе Хэрроу и завоевал «Neeld Medal» (награда за победу в конкурсе математических эссе). В 1909 году юноша завоевал право на стипендию колледжа Гонвилл-энд-Киз в Кембриджском университете, которая дала ему возможность продолжать обучение. В Кембридже он изучал математику, астрономию, биологию, статистическую механику, ознакомился с генетикой и законами Менделя, которые были переоткрыты в начале XX века. В этот период математическая статистика и теория ошибок применялись преимущественно при обработке астрономических наблюдений — статистика и биология ограничивались несложной арифметикой, хотя были отдельные попытки применения в статистике законов теории вероятностей.
Увлёкшись статистикой, Рональд Фишер глубоко изучил сборник работ Карла Пирсона «Математический вклад в теорию эволюции» и особенно заинтересовался применением в биометрии статистических методов. Фишер рассматривал её как потенциальное средство «примирения» дискретной природы менделевских факторов наследственности с непрерывным характером изменчивости и эволюции. Его настоящей страстью стала евгеника, в которой он видел средство для решения научных и социальных вопросов, сочетающее генетику и статистику. В 1911 году вместе с Джоном Мейнардом Кейнсом, Реджинальдом Паннетом и Горацием Дарвином (сыном Чарльза Дарвина) он участвовал в создании в Кембриджском Университете Евгенического общества. Это общество проводило ежемесячные собрания, на которых часто выступали лидеры основных евгенических организаций того времени.
По окончании университета (1913) Фишер, чтобы поддержать семью, некоторое время работал статистиком в торговом обществе, затем на фабрике в Канаде. В 1914 году, с началом войны, он вернулся в Великобританию и неоднократно пытался записаться в ряды Британской армии, но каждый раз не мог пройти медкомиссию. До 1918 года работал статистиком в Лондонском Сити, потом учителем в разных школах. В этот период (1915) Фишер опубликовал несколько статей по биометрии, включая революционную статью «The Correlation Between Relatives on the Supposition of Mendelian Inheritance», где определялось распределение коэффициента корреляции в произвольной выборке. По этой теме в 1917 году Фишер вступил в конфликт с Карлом Пирсоном. Сначала отношения между ними были дружелюбными, но потом Фишер обвинил Пирсона в серьёзной ошибке, которую тот так и не признал — Пирсон принимал рассчитанный по выборке из генеральной совокупности коэффициент корреляции {\displaystyle k} за оценку истинного значения {\displaystyle k}, что, как доказывал Фишер, было неправильно. В дальнейшем Фишер не раз вступал в конфликты с коллегами — с сыном Пирсона Эгоном, Ежи Нейманом и другими. Фишер позднее жаловался, что его статьи рецензируют статистики, не разбирающиеся в биологии, и биологи, не знакомые со статистикой.
В 1917 году Фишер женился на 17-летней Рут Эйлин Гиннесс (Ruth Eileen Guinness), у них родились два сына и шесть дочерей. Джоан, вторая дочь Фишера, была второй женой статистика Джорджа Бокса. Она написала биографию своего отца.
С 1919 по 1933 год Фишер работал статистиком на опытной сельскохозяйственной станции в Ротамстеде. После отставки Карла Пирсона (1933) Фишеру предоставили кафедру евгеники (Университетский колледж Лондона).
В 1942 году старший сын Фишера, военный пилот, погиб во время полёта над Сицилией. В 1943 году Фишер, тяжело переживавший смерть сына, разошёлся с женой, вернулся в Кембридж и занимал там по 1957 год кафедру генетики. В 1952 году королева Великобритании Елизавета II удостоила Фишера дворянского титула за научные заслуги.
В 1955 году с новой силой разгорелись старые споры Фишера с Эгоном Пирсоном и Ежи Нейманом. Свою окончательную философию статистики Фишер подробно изложил в книге «Статистические методы и научный вывод» (1956). Последние годы (1959—1962) Фишер провёл в университете Аделаиды (Австралия), где и скончался в 1962 году. Погребён в соборе Святого Петра в Аделаиде.

## Научная деятельность

### Математическая статистика

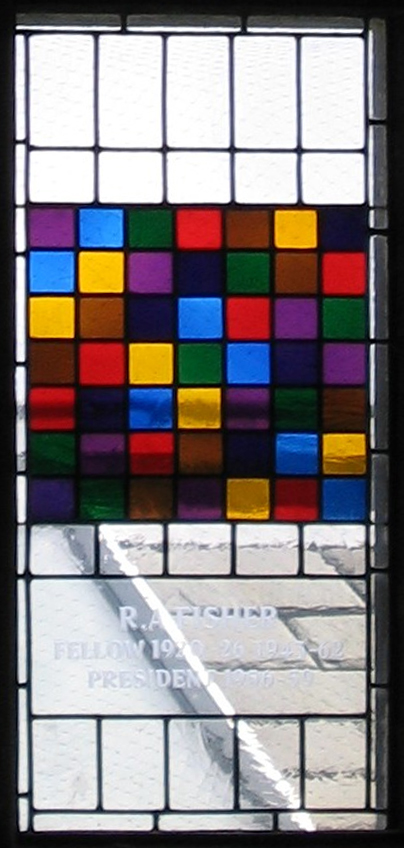
Витражное окно в кембриджском колледже Гонвилл-энд-Киз в честь Рональда Фишера, коллеги и президента колледжа. Окно представляет собой латинский квадрат и памятную надпись.

Роналд Фишер внёс огромный вклад в развитие современной прикладной математической статистики. Например, основным методом оценки статистической значимости различий в таблицах типа «два-на-два» до сих пор является «точный тест Фишера». Уже в статье 1922 года Фишер разработал методологию построения вероятностной модели не только случайной выборки, но и генеральной совокупности, ввёл термины «статистические параметры» и правила их оценки. Фишер перечислил требования к статистическим оценкам: состоятельность, эффективность, достаточность. Для выбора наилучших оценок Фишер предложил метод максимального правдоподобия. Фундаментальный в теории вероятностей термин «дисперсия» также был введен Фишером в 1916 году.
В честь Фишера названо множество предложенных им понятий в математической статистике, в том числе информация Фишера, распределение Фишера, тасование Фишера — Йетса, теорема Фишера для нормальных выборок. Использованный им для демонстрации дискриминантного анализа набор данных стал известен под названием «Ирисы Фишера».
Фундаментальные труды Фишера:
- 1922: «О математических основах теоретической статистики»
- 1925: «Статистические методы для исследователей»
- 1930: «Генетическая теория естественного отбора»
- 1935: «Планирование экспериментов»
- 1956: «Статистические методы и научный вывод»

Наибольшее влияние среди работ Фишера имела монография учебного характера «Статистические методы для исследователей» (1925), рассчитанная на начальное знакомство прикладного специалиста с математической статистикой. Книга написана доступным языком, в ней много практических примеров и почти нет доказательств. Только в Великобритании эта монография выдержала 14 переизданий. В основе изложения — критерий значимости, правила проверки статистических гипотез, дисперсионный анализ, планирование эксперимента (в 1935 году развёрнутое в отдельную книгу) и другие практически важные аспекты математической статистики самого общего характера. Одним из недавних применений методики Фишера стало обнаружение бозона Хиггса, достоверность которого была подтверждена статистически.
Основой для принятия решений у Фишера служил контролируемый эксперимент, то есть такое планирование (заранее) случайной, бессистемной комбинации базовых факторов, которое повышает достоверность окончательного вывода («принцип рандомизации Фишера»). Требование рандомизации вызвало бурные споры среди статистиков, однако со временем было признано.
Идеи Фишера развили Джордж Снедекор, Гарольд Хотеллинг, Фрэнк Йейтс, Харальд Крамер и другие учёные.

### Биология
В области биологии с именем Фишера связаны принцип Фишера и теория «фишеровского убегания». Но главным вкладом в биологию стала монография «Генетическая теория естественного отбора» (1930).
После признания в первой половине XX века менделевских законов генетики, как статистически проявляющейся основы наследственности, встал вопрос: как сочетаются два трудно совместимых фактора — наследственная стабильность дискретных генов и непрерывные вариации наследственности в ходе естественного отбора. Фишер создал модель такого (статистического) хода эволюции, взяв за основу статистическую кинетику газов Больцмана. В качестве единицы эволюции Фишер рассматривал не отдельные организмы, а популяции, содержащие случайное распределение генов (унаследованных или мутантных). Главным содержанием модели стала «Основная теорема Фишера о естественном отборе»; из неё, в частности, следовало, что чем разнообразнее генетика популяции, тем быстрее идёт её эволюция.
Модель Фишера, дополненная в 1930-е годы трудами Сьюалла Райта и Джона Холдейна, легла в основу популяционной генетики и современной синтетической теории эволюции.
В 1937 году Фишер предложил уравнение для описания пространственного распределения выгодных аллелей, которым впоследствии описывали и ряд других процессов.
В 1947 году совместно с Сирилом Дарлингтоном Фишер основал журнал «Heredity: An International Journal of Genetics», в котором публиковал статьи, посвящённые евгенике.

## Личные качества
Биографы учёного отмечают его сложный, противоречивый характер, временами проявлявшийся в грубых высказываниях или письмах, адресованным коллегам; не раз приводивший к ссорам с последними. Как преподавателя его упрекали за обилие недостаточно понятного материала, часть его работ также критиковали за плохой стиль изложения и неочевидность ряда утверждений.
Как приверженец евгеники он не верил, что все люди равноценны. Он верил в наследственность интеллекта и таланта, и поэтому считал, что браки должны заключаться только между индивидуумами одного социально-физиологического уровня. Как следствие, он призывал финансово-политическими мерами повышать рождаемость в высших слоях общества и контролировать в низших, вплоть до принудительной стерилизации. В Великобритании эти призывы не имели успеха, однако в США, Германии, Дании законы о стерилизации были приняты и даже просуществовали некоторое время. В 1950 году Фишер выступил против первой декларации ЮНЕСКО о расах и расовых предрассудках. Недоумение общественности вызвало и мнение Фишера о том, что между курением и раком лёгких нет связи.

## Труды
Полная библиография учёного находится в библиотеке университета Аделаиды (Австралия):

### Избранные статьи
- «Frequency distribution of the values of the correlation coefficient in samples from an indefinitely large population» Biometrika, 10: 507—521. (1915)
- «The Correlation Between Relatives on the Supposition of Mendelian Inheritance» Trans. Roy. Soc. Edinb., 52: 399—433. (1918).[27]
- «On the mathematical foundations of theoretical statistics» Philosophical Transactions of the Royal Society, A, 222: 309—368. (1922)
- «On the dominance ratio» Proc. Roy. Soc. Edinb., 42: 321—341. (1922)
- «On a distribution yielding the error functions of several well known statistics» Proc. Int. Cong. Math., Toronto, 2: 805—813. (1924)
- «Theory of statistical estimation» Proceedings of the Cambridge Philosophical Society, 22: 700—725 (1925)
- «Applications of Student’s distribution» Metron, 5: 90-104 (1925)
- «The arrangement of field experiments» J. Min. Agric. G. Br., 33: 503—513. (1926)
- «The general sampling distribution of the multiple correlation coefficient» Proceedings of Royal Society, A, 121: 654—673 (1928)
- «Two new properties of mathematical likelihood» Proceedings of Royal Society, A, 144: 285—307 (1934)

### Книги
- Statistical Methods for Research Workers (1925) ISBN 0-05-002170-2.
- The Genetical Theory of Natural Selection (1930) ISBN 0-19-850440-3.
- The design of experiments (1935) ISBN 0-02-844690-9
- Statistical tables for biological, agricultural and medical research (1938, соавтор: Frank Yates)
- The theory of inbreeding (1949) ISBN 0-12-257550-4, ISBN 0-05-000873-0
- Contributions to mathematical statistics, John Wiley, (1950)
- Statistical methods and scientific inference (1956) ISBN 0-02-844740-9
- Collected Papers of R.A. Fisher (1971—1974). Five Volumes. University of Adelaide. ISBN 0-909688-00-1, 090968801X, 0909688028, 0909688036, 0909688044

### Русские переводы
- Фишер Р. Статистические методы для исследователей. — М.: Госстатиздат, 1958. — 267 с.
- Фишер Р. Генетическая теория естественного отбора. — М.: Институт компьютерных исследований, Регулярная и хаотическая динамика, 2011. — 294 с. ISBN 978-5-93972-906-2.